# Levering Act
Le Levering Act (disposition du code gouvernemental californien § 3100-3109) est une loi américaine promulguée par l'État de Californie en 1950. Elle oblige les fonctionnaires à souscrire à un serment de loyauté (loyalty oath) qui désavoue spécifiquement les croyances radicales. Elle s'adresse en particulier aux salariés de l'Université de Californie. Plusieurs enseignants perdent leur poste après avoir refusé de signer un serment de loyauté.
Dans les années qui suivent la Seconde Guerre mondiale, dès le début de la guerre froide, les responsables gouvernementaux des États-Unis, à tous les échelons, du gouvernement  craignent qu'une infiltration soviétique puissent influencer l’opinion publique et contrecarrer les efforts des États-Unis pour contrer l’influence soviétique. Plusieurs lois adoptées et programmes établis sous le gouvernement Truman renforcent l'autorité du gouvernement fédéral pour enquêter sur les personnes soupçonnées de déloyauté et, en particulier, pour empêcher leur emploi par le gouvernement fédéral. Certains États adoptent des lois anti-subversion similaires.

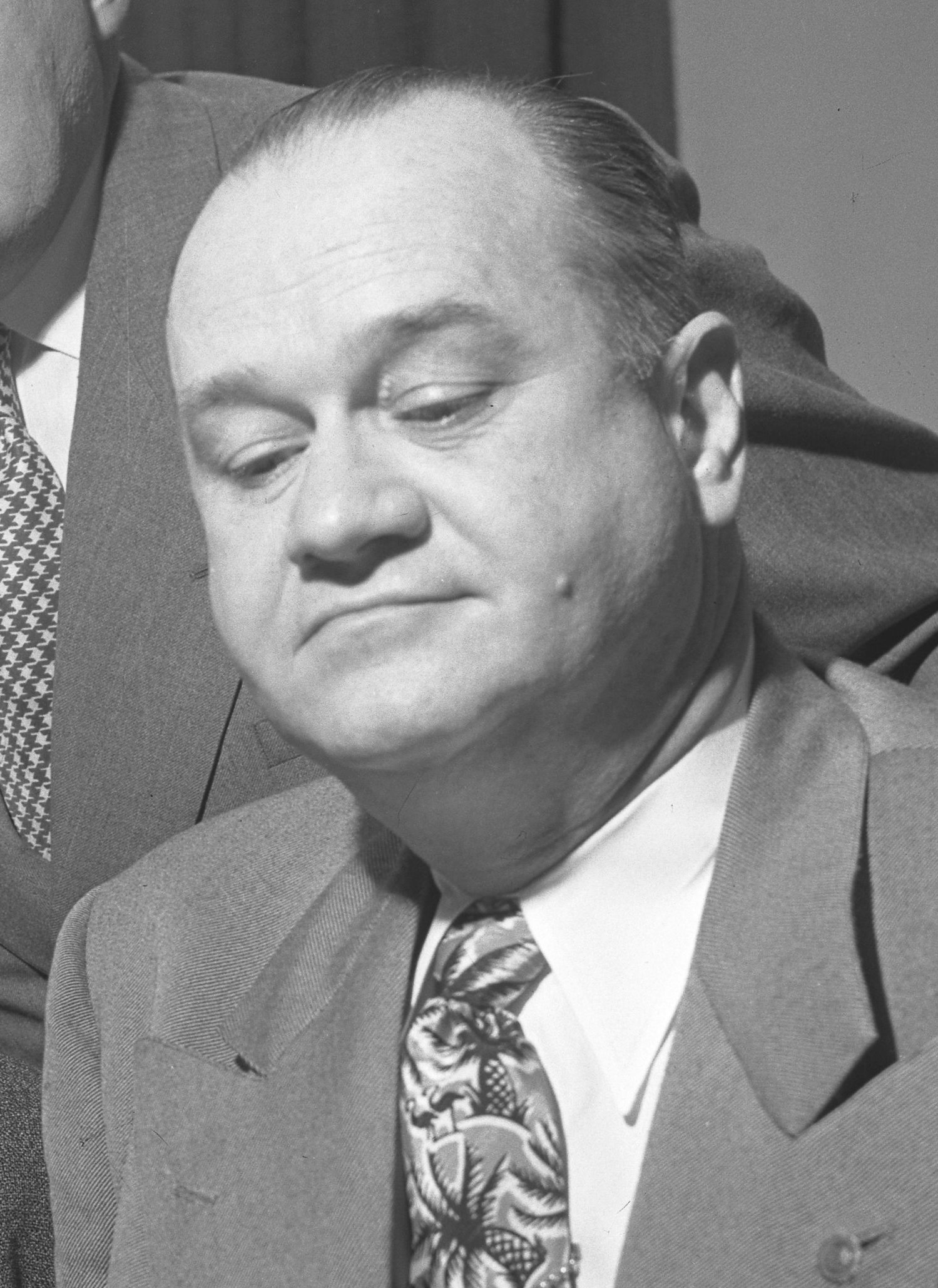
Jack B. Tenney vers 1947

À la fin des années 1940, les employés de l’État de Californie sont déjà tenus de prêter un serment général indiquant leur soutien aux Constitutions de Californie et des États-Unis, bien que cette exigence ne s’étende pas aux employés de l’Université de Californie, quasi-indépendante. Cela nécessite une législation renforçant l'autorité de l'État sur les employés de l'université d'État. Jack B. Tenney, sénateur de Californie (1943-1955) et président de la commission législative chargée des activités anti-américaines, soumet plusieurs projets de loi sur le serment de loyauté ainsi qu'une douzaine d'autres propositions anti-subversives. En réponse, Robert Sproul, président de l'Université de Californie, décide de sa propre initiative d'anticiper toute action législative en exigeant que les employés de l'université prêtent un tel serment. Les termes tels que prévus initialement, :
« I do solemnly swear (or affirm) that I will support the Constitution of the United States and the Constitution of the State of California, and that I will faithfully discharge the duties of my office according to the best of my ability; that I do not believe in, and I am not a member of, nor do I support any party or organization that believes in, advocates, or teaches the overthrow of the United States Government, by force or by any illegal or unconstitutional means. »
« Je jure (ou affirme) solennellement que je soutiendrai la Constitution des États-Unis et la Constitution de l'État de Californie, et que je m'acquitterai fidèlement des devoirs qui m’incombent au mieux de mes capacités ; je ne crois, n'adhère à ni ne soutiens aucun parti ou organisme qui par conviction soutient, préconise ou enseigne le renversement du gouvernement des États-Unis, par la force ou par tout moyen illégal ou inconstitutionnel. »
La seconde partie du serment est ensuite révisée comme suit :
« [...] that I am not a member of the Communist Party or under any oath or a party to any agreement or under any commitment that is in conflict with my obligations under this oath. »
« [...] que je ne suis ni membre du Parti communiste, ni sous allégeance, ni partie à un accord ou à un engagement qui serait en conflit avec mes obligations en vertu du présent serment. »
La Constitution californienne précise qu'aucun serment autre que la déclaration fondamentale de loyauté envers l'État et les constitutions fédérales ne peut être exigé des employés de l'État. Le Levering Act, du nom de Harold K. Levering, le législateur républicain qui l'a rédigé et a géré son adoption au cours des années 1949-1950, est conçu pour changer cela en classifiant les employés publics comme agents de la protection civile et en utilisant cela comme justification pour exiger le nouveau serment. Le Levering Act exige que tous les fonctionnaires de Californie prêtent le nouveau serment de loyauté anti-radicale,.
En réponse, la déclaration de la Fédération des enseignants de l’État de Californie en 1950 :
« The Levering Oath is in contradiction to the Federal Constitution since it imposes on public workers a political test for employment, deprives them of equal protection under the law as guaranteed in the 14th Amendment, and exposes them through its ambiguity to self-incrimination and perjury. »
« Le serment Levering est en contradiction avec la Constitution des États Unis d'Amérique car il impose aux fonctionnaires un test politique pour l'emploi, les prive de l'égalité de protection devant la loi comme le garantit le XIVe amendement et les expose, par son ambiguïté, à l'auto-incrimination et au parjure. »
Le gouverneur républicain Earl Warren s'oppose initialement à cette législation. Les recteurs de l'université licencient 31 professeurs titulaires qui ont refusé de signer le serment au motif de la liberté académique. Earl Warren décide finalement de soutenir le serment lors de la campagne de sa réélection en 1950.
En octobre 1952, dans l'affaire Tolman contre Underhill, la Cour suprême de Californie réintègre les professeurs d'université licenciés par l'université avant l'adoption de la loi pour avoir refusé de signer le serment exigé par les recteurs de l'université. Le tribunal estime que les recteurs ont outrepassé leur autorité en imposant le serment comme condition d'emploi. Les dix-huit enseignants dont le licenciement est remis en cause doivent toutefois prêter le serment requis par le Levering Act pour être réintégrés. L'affaire est portée par Stanley Weigel, un républicain, plus tard membre du comité national de l'ACLU et nommé (en 1962) par Kennedy à la magistrature fédérale.
En 1953, la Cour suprême des États-Unis refuse d'entendre l'appel de l'un des enseignants licenciés, le professeur Leonard T. Pockman du San Francisco State College. L'ordonnance rendue par le tribunal indique que l'affaire ne concerne aucune question fédérale substantielle.
En 1967, la Cour suprême de Californie juge, par 6 voix contre 1, que le Levering Act est inconstitutionnel,. Les poursuites intentées par des particuliers durent des années. Albert E. Monroe obtient la récupération de certains avantages perdus lors de son licenciement (en 1950) en 1972.
De tels serments font parfois l’objet de controverses. En 2008, une enseignante quaker est licenciée de l'Université d'État de Californie à East Bay parce qu'elle a modifié son serment de loyauté en écrivant « de manière non violente » devant « soutenir et défendre [les Constitutions des États-Unis et de l'État de Californie] contre tous les ennemis, étrangers et nationaux ». Le bureau du procureur général de Californie déclare que « d'une manière générale, les serments peuvent être modifiés pour se conformer aux valeurs individuelles », suggérant que la modification de l'enseignante est acceptable.

## Professeurs notables sous le coup duLevering Act
Liste non exhaustive des enseignants licenciés : 
- Erik Erikson
- Phiz Mezey
- David S. Saxon
- Pauline Sperry
- Edward C. Tolman
- Gian Carlo Wick
- Charles Muscatine
- Ludwig Edelstein
- Edwin Sill Fussell
- Margaret Hodgen
- Ernst Kantorowicz
- Harold Lewis
- Hans Lewy
- Leonard Pockman
- John Beecher
- Marguerite Rowe
- Frank Rowe
- Eason Monroe
- Herb Bisno
- Jacob Loewenberg
- Edward H. Schafer [15]